# Lucas Kozeniesky
Lucas Kozeniesky (* 31. Mai 1995 in Metairie, Louisiana) ist ein US-amerikanischer Sportschütze.

## Erfolge
Lucas Kozeniesky tritt bei internationalen Wettkämpfen im Luft- und Kleinkaliberschießen an. Bei seinem Olympiadebüt 2016 in Rio de Janeiro erzielte er im Wettbewerb mit dem Luftgewehr 622,3 Punkte und belegte damit den 21. Platz. Zwei Jahre darauf wurde er in Changwon mit dem Kleinkalibergewehr im Liegendanschlag über 50 Meter Vizeweltmeister. Gleich zwei Medaillen sicherte er sich bei den Panamerikanischen Spielen 2019 in Lima: in der Einzelkonkurrenz gewann er mit dem Luftgewehr die Goldmedaille und wurde im Mixed zusammen mit Minden Miles Silber.
Bei den 2021 ausgetragenen Olympischen Spielen 2020 in Tokio trat Kozeniesky in zwei Wettbewerben an. Mit dem Luftgewehr gelang ihm in der Einzelkonkurrenz als Zweitplatzierter mit 631,5 Punkten die Finalqualifikation, schied dann aber als dritter Schütze im Laufe des Finals aus. Er beendete den Wettkampf damit auf dem sechsten Platz. Besonders erfolgreich verlief schließlich das Mixed mit dem Luftgewehr. Zusammen mit Mary Tucker erreichte er dank 628,0 Punkten die zweite Qualifikationsrunde, in der die beiden 418,0 Punkte erzielten. Im Finalduell unterlagen Tucker und Kozeniesky schließlich gegen die Chinesen Yang Qian und Yang Haoran mit 13:17, womit sie die Silbermedaille gewannen.
Kozeniesky schloss 2017 an der North Carolina State University ein Studium in Sportmanagement ab. Er ist verheiratet.